# Христо Стоев (революционер)
Христо Стоев Братанов, известен като Лакудата, е български революционер, деец на Вътрешната македоно-одринска революционна организация.

## Биография
Роден е в 1869 година в пашмаклийското село Чокманово, тогава в Османската империя, днес в България. Брат е на Таню Стоев. В 1898 година се присъединява към ВМОРО, заклет от Александър Кипров. От 1901 до 1908 година е нелегален четник, а по-късно и войвода на чета в Родопите. След Младотурската революция в 1908 година се легализира и е избран за кмет на Чокманово, на който пост остава до 1912 година.
По време на Балканската война в 1912 година води настъпващите български части. През Междусъюзническата война в 1913 година с четата си се сражава с гръцки части и турски чети в Тракия. След войната от 1914 до 1923 година е кмет на новоосвободения Пашмакли.